# Nicolaas Joannes Cornelis Sebastiaan Hendrik Lette
Nicolaas Joannes Cornelis Sebastiaan Hendrik Lette, ambachtsheer van Oostvoorne (Brielle, 6 april 1861 – Baarn, 21 december 1937) was een Nederlands burgemeester.

## Biografie
Lette was een lid van het geslacht Lette en een zoon van burgemeester George Frederik Lette (1827-1884) en Maria Joanna Arnoldina Lette Anemaet (1836-1912). In 1887 werd hij benoemd tot burgemeester van Oostvoorne, een ambt dat hij vanaf 1894 combineerde met het burgemeesterschap van Brielle. Beide functies legde hij in 1919 neer. Ook zijn vader en grootvader waren burgemeester van zijn geboorteplaats geweest, zijn vader ook van Oostvoorne. Lette trouwde in 1886 met Johanna Carolina Henriëtta van Walchren (1865-1934) met wie hij twee kinderen kreeg. Zijn dochter volgde hem op als ambachtsvrouwe van Oostvoorne, vanaf 1946 zijn kleinzoon Nicolaas Joannes Cornelis Lette (1917).